# Monetine (singolo)
Monetine è una canzone di Daniele Silvestri, in seguito inserita nell'album omonimo, greatest hits del cantautore romano.
La canzone è il rifacimento di "Pozzo dei desideri", brano già apparso sull'album Sig. Dapatas del 1999.
Nella canzone Silvestri si prende gioco dell'abitudine, piuttosto comune nella società italiana di sperare ossessivamente la vittoria nei concorsi a premi e nelle lotterie, come unica soluzione per avere una vita migliore.

## Classifiche
| Classifica (2008) | Posizione |
| ----------------- | --------- |
| Italia            | 25        |